# Årøya
Årøya(en Kvène Ladnesuolu, en Nordsamisk Linna)  est une île norvégienne appartenant à la commune d'Alta du comté de Finnmark. 

## Description
Elle est étendue sur 6,38 km² et elle est la plus grande île de l'Altafjord.